# Diego Armas
Diego Armas (n Quito, Ecuador; 2 de julio de 1990) es un futbolista ecuatoriano. Juega de centrocampista y su equipo actual es Orense Sporting Club de la Serie A de Ecuador.

## Trayectoria

### Inicios
Diego Armas se inició en las divisiones inferiores de Liga Deportiva Universitaria.

### Teodoro Gómez de la Torre
En el 2008 firmó por una temporada con el Club Deportivo Teodoro Gómez de la Torre.

### Espoli
En el 2009 fue adquirido por el Espoli club con el que logró ganarse un nombre en el fútbol ecuatoriano, su contrato terminaría en diciembre de 2014.

### Técnico Universitario
Al siguiente año firma para el Técnico Universitario como una de sus principales figuras, militó en el rodillo rojo desde 2015 hasta 2018, en 2017 logró el ascenso a la Serie A.

### Universidad Católica
En 2019 fue fichado por Universidad Católica, con el equipo camaratta tuvo su debut internacional en la Copa Sudamericana 2019. Permaneció en el club hasta 2021.

### Aucas
En 2022 recaló en Sociedad Deportiva Aucas, al final del torneo el equipo oriental quedó campeón de la Serie A de Ecuador. En junio de ese año fue cedido por seis meses a Técnico Universitario. Para la temporada 2023 fue cedido nuevamente, esta vez a El Nacional, equipo que regresó a la Serie A.

## Estadísticas

### Clubes
Actualizado al último partido disputado el 23 de junio de 2025.
| Club                                | Temporada     | Liga  | Liga  | Copas nacionales | Copas nacionales | Copas internacionales | Copas internacionales | Total | Total | Total  |
| Club                                | Temporada     | Part. | Goles | Part.            | Goles            | Part.                 | Goles                 | Part. | Goles | Asist. |
| ----------------------------------- | ------------- | ----- | ----- | ---------------- | ---------------- | --------------------- | --------------------- | ----- | ----- | ------ |
| Teodoro Gómez de la Torre · Ecuador | 2008          | 4     | 0     | -                | -                | -                     | -                     | 4     | 0     | -      |
| Teodoro Gómez de la Torre · Ecuador | Total club    | 4     | 0     | -                | -                | -                     | -                     | 4     | 0     | 0      |
| Espoli · Ecuador                    | 2009          | 4     | 2     | -                | -                | -                     | -                     | 4     | 2     | -      |
| Espoli · Ecuador                    | 2010          | 11    | 0     | -                | -                | -                     | -                     | 11    | 0     | -      |
| Espoli · Ecuador                    | 2011          | 2     | 0     | -                | -                | -                     | -                     | 2     | 0     | -      |
| Espoli · Ecuador                    | 2012          | 33    | 12    | -                | -                | -                     | -                     | 33    | 12    | -      |
| Espoli · Ecuador                    | 2013          | 37    | 14    | -                | -                | -                     | -                     | 37    | 14    | -      |
| Espoli · Ecuador                    | 2014          | 23    | 8     | -                | -                | -                     | -                     | 23    | 8     | -      |
| Espoli · Ecuador                    | Total club    | 110   | 36    | -                | -                | -                     | -                     | 110   | 36    | 0      |
| Técnico Universitario · Ecuador     | 2015          | 33    | 2     | -                | -                | –                     | –                     | 33    | 2     | -      |
| Técnico Universitario · Ecuador     | 2016          | 36    | 7     | -                | -                | –                     | –                     | 36    | 7     | -      |
| Técnico Universitario · Ecuador     | 2017          | 38    | 19    | -                | -                | –                     | –                     | 38    | 19    | -      |
| Técnico Universitario · Ecuador     | 2018          | 41    | 13    | -                | -                | –                     | –                     | 41    | 13    | -      |
| Universidad Católica · Ecuador      | 2019          | 26    | 3     | 2                | 0                | 4                     | 0                     | 32    | 3     | -      |
| Universidad Católica · Ecuador      | 2020          | 30    | 4     | 0                | 0                | 1                     | 0                     | 31    | 4     | -      |
| Universidad Católica · Ecuador      | 2021          | 21    | 2     | 0                | 0                | 3                     | 0                     | 24    | 2     | -      |
| Universidad Católica · Ecuador      | Total club    | 77    | 9     | 2                | 0                | 8                     | 0                     | 87    | 9     | 0      |
| Aucas · Ecuador                     | 2022          | 7     | 0     | 0                | 0                | -                     | -                     | 7     | 0     | 0      |
| Aucas · Ecuador                     | Total club    | 7     | 0     | 0                | 0                | -                     | -                     | 7     | 0     | 0      |
| Técnico Universitario · Ecuador     | 2022          | 15    | 2     | 0                | 0                | -                     | -                     | 15    | 2     | 1      |
| El Nacional · Ecuador               | 2023          | 11    | 1     | 0                | 0                | 0                     | 0                     | 11    | 1     | 1      |
| El Nacional · Ecuador               | Total club    | 11    | 1     | 0                | 0                | 0                     | 0                     | 11    | 1     | 1      |
| Técnico Universitario · Ecuador     | 2024          | 29    | 20    | 3                | 0                | 1                     | 0                     | 33    | 20    | 5      |
| Técnico Universitario · Ecuador     | Total club    | 192   | 63    | 3                | 0                | 1                     | 0                     | 196   | 63    | 6      |
| Orense · Ecuador                    | 2025          | 10    | 0     | 0                | 0                | 1                     | 0                     | 11    | 0     | 0      |
| Orense · Ecuador                    | Total club    | 10    | 0     | 0                | 0                | 1                     | 0                     | 11    | 0     | 0      |
| Total carrera                       | Total carrera | 411   | 109   | 5                | 0                | 10                    | 0                     | 426   | 109   | 7      |
| 1. 2.                               |               |       |       |                  |                  |                       |                       |       |       |        |

## Palmarés

### Campeonatos nacionales
| Título             | Club                  | Año  |
| ------------------ | --------------------- | ---- |
| Serie B de Ecuador | Técnico Universitario | 2017 |
| Serie A de Ecuador | Aucas                 | 2022 |

### Distinciones individuales
| Distinción                                          | Año  |
| --------------------------------------------------- | ---- |
| Mejor centrocampista ofensivo de la LigaPro Serie A | 2024 |
| Incluido en el once ideal de la LigaPro Serie A     | 2024 |